# خلفلو
خلفلو یک روستا در ایران است که در دهستان سنجبد شمالی واقع شده‌است. خلفلو ۱۱۲ نفر جمعیت دارد.